# Janus de Winter
Adrianus Jacobus Johannes (Janus) de Winter (Utrecht, 28 mei 1882 – Den Helder, 5 augustus 1951) was een Nederlands behangschilder, lithograaf en schilder-mysticus.

## Levensloop
De Winter werkte in een van oorsprong negentiende-eeuwse traditie van het 'vertalen' van muziek in abstracte vormen en kleuren en schilderde visioenen, aura's en gedachtevormen. Hij was een van de eerste navolgers van Wassily Kandinsky in Nederland en ontwikkelde een lyrische variant op het expressionisme.Kandinsky exposeerde voor het eerst in Nederland in Rotterdam en Utrecht in november en december 1912. Volgens De Winters dochter, Addie de Winter, ging hij tussen 1912 en 1914 regelmatig naar Duitsland om lezingen bij te wonen van Kandinsky en andere leden van Der Blaue Reiter. Naast Kandinsky liet hij zich ook door Franz Marc inspireren. Soms combineerde hij de stijl van Marc met die van Kandinsky. De Winter exposeerde in mei-juni 1914 op de tentoonstelling van De Onafhankelijken in Amsterdam.
Hij was goed bevriend met de Utrechtse schilder Erich Wichmann. Deze stelde hem in oktober 1915 voor aan schilder en kunstcriticus Theo van Doesburg, die tijdens de Eerste Wereldoorlog tijdelijk in Utrecht gemobiliseerd was. Volgens de 'Intieme inleiding' van het boekje De schilder De Winter en zijn werk, dat Van Doesburg in juli 1916 schreef, vond deze ontmoeting plaats in het 'zeer gezellig atelier-huisvertrek' van De Winter in de Houtmanstraat in Utrecht. De werken die Van Doesburg hier zag en die De Winter zijn 'fabriekjes' noemde, boeiden hem echter niet. Ze waren dan ook bestemd voor de verkoop. Pas toen Van Doesburg de volgende dag De Winters 'echte' werk zag, dat bij de oogarts en kunstliefhebber Gezienus ten Doesschate was ondergebracht, ging hij overstag. Hij was vooral onder de indruk van De Winters boeiende toelichting op zijn werk. Hij schreef:

De Winter trachtte ons elke kleur uit te leggen, de beteekenis van elk vormelijk of kleurig onderdeel in verband brengende met een psychische eigenschap van het individu of den toestand, die hem inspireerde. Ik onderging een bijzondere emotie, doch gaf mij geen rekenschap of de emotie aesthetisch was. Ik raakte zeer onder den indruk en voelde dat alles, zoowel zijn persoon als zijn werk mij in een zekere demonische sfeer bracht, die mij als een roode wierrook omgaf.
— Theo van Doesburg (1916).

Voor De Winter kwam Van Doesburg precies op het juiste moment. Wegens gebrek aan belangstelling verkeerde hij op dat moment in een depressie en overwoog hij zelfs helemaal te stoppen met schilderen. Van Doesburgs enthousiasme gaf hem de motivatie daar toch mee door te gaan. Maar daar bleef het niet bij. Van Doesburg maakte ongevraagd ook veel reclame voor De Winter. Zo nam hij een dertigtal schilderijen en gouaches mee, die hij tijdens zijn lezingen in Utrecht, op 30 oktober 1915 en 15 februari 1916 (in 1919 gepubliceerd als 'De ontwikkeling der moderne schilderkunst'), aan het publiek liet zien. De tweede stap in de propagandacampagne van Van Doesburg was een oproep om De Winter financieel te steunen. Dit gebeurde op 11 december 1915 in het artikel 'Oproep' in het tijdschrift Eenheid, waarin Van Doesburg hem, zonder overigens zijn naam bekend te maken, introduceerde als schilder, die 'gegroeid uit het socialisme, is gaan bloeien in de Theosofie en nu met eene ongekende vruchtbaarheid zijne innerlijke waarneemingen in kleuren en vormen te pronk zet. Wellicht een der zuivere theosofische kunstenaars, die de Kunst opvat als priesterschap en die geheel op oorspronkelijke wijze vanuit vaste geestelijke en technische grondslagen werken schept, welke oogenblikkelijk voor absolute kunst in aanmerking komen'. Het artikel werd ingeleid met citaten van Kandinsky en geldschieters konden bij Ten Doesschate hun financiële bijdrage kwijt.
Een bewijs hoezeer Van Doesburg in de ban was van De Winter blijkt zijn het buitengewoon lyrische gedicht 'De Priester-Kunstenaar', dat op 22 januari 1916 in Eenheid werd afgedrukt. De Winter was hem zeer dankbaar voor zijn inzet en schonk hem een onbekend aantal schilderijen en gouaches, zoals Sensitieve verbeelding van Erich Wichman en Zonder titel (geometrische abstractie) (zie Schilderijen).
Op 24 maart 1916 werd hij lid van de door Van Doesburg, Wichman en Louis Saalborn opgerichte kunstenaarsvereniging De Anderen. De Winter speelde hierin geen actieve rol, maar de oprichters nodigden hem wel uit om van 7 mei tot 7 juni van dat jaar deel te nemen aan de tentoonstelling bij kunsthandel d'Audretsch in Den Haag. Van Doesburgs vriendin, Lena Milius, die bij de organisatie hiervan betrokken was, kreeg op 3 mei echter een briefkaart van De Winter waarin hij meldde niet aan de tentoonstelling deel te nemen. 'Geloof me ik dien jouw en Doesjes belang veel meer door niet mee te doen', schreef hij. Ten Doesschate nam het met hetzelfde vage argument voor hem op.
De Winter trok zich terug uit De Anderen omdat hij een lang gekoesterde wens had om met de veel invloedrijkere Frederik van Eeden in contact te komen; eerst via Bart de Ligt, die De Winter in een brief aan Van Eeden omschreef als 'een Oostersche ziel in een Westers lichaam' en later via Henri Borel. Na een bezoek van Borel aan De Winter schreef hij Van Eeden:

Ik ben in Utrecht bij dien woesten schilder de Winter geweest en zijn werk vind ik zéér bizonder. Het is alles gezien op het astrale gebied [...]. Ze zullen zeggen dat hij stapelgek is, omdat ze het land niet kennen, waar hij dat allemaal gezien heeft. Maar het is eerlijk werk.
— Henri Borel aan Frederik van Eeden (21 april 1916).

Vervolgens ging De Winter bij Borel langs om daar werk van hem achter te laten. Deze werken kreeg Van Eeden op 27 april te zien en hij raakte hier zodanig door geïntrigeerd, dat hij De Winter uitnodigde op Walden. Die eerste ontmoeting vond plaats op 30 april. Hierna ontstond een intensieve briefwisseling, die leidde tot de opname van De Winter in Van Eedens vriendenkring. Het feit dat De Winter aangaf ook telepathisch begaafd was en hij aura's kon lezen, maakte Van Eeden alleen maar nieuwsgieriger. Op 13 mei vond een ontmoeting plaats tussen Van Eeden, Borel en de grondlegger van het intuïtionisme, professor L.E.J. Bouwer, om bij Ten Doesschate werk van De Winter te bekijken. Van Eeden schreef naar aanleiding hiervan in zijn dagboek:

Nu kreeg ik het vaste geloof in hem, en kon ik de taal leezen die hij schrijft. Ook Brouwer was diep getroffen. Ik vind dit eeven belangrijk als Vincent van Gogh! In meenig opzicht is het meer.
— Frederik van Eeden (13 mei 1916).

Van Eeden ontmoette De Winter opnieuw op 30 mei 1916; nu vergezeld van de kunstcriticus Albert Plasschaert en twee redacteuren van De Amsterdammer, Herman Salomonson en Emanuel Orobio de Castro. Met de financiële steun die hij van Plasschaert ontving kon De Winter zich een jaar lang helemaal aan de schilderkunst wijden. In juli 1916 organiseerde Van Eeden een tentoonstelling van werk van De Winter in het Stedelijk Museum in Amsterdam. Op 20 mei publiceerde Borel een stuk over De Winter in De Amsterdammer, dat later opgenomen werd in de tentoonstellingscatalogus. Op 10 en 24 juni verschenen ook stukken van Van Eeden in De Amsterdammer, waarin hij De Winter omschreef als:

Schilder-mysticus [...] die voort zal gaan waar Vincent is blijven steeken, die tot daad zal maken, wat bij Kandinsky en de zijnen nog maar woord en theorie gebleeven is.
— Frederik van Eeden (juni 1916).

In 1917-1918 was De Winter sterk beïnvloed door het werk van de Franse kunstenaar Odilon Redon.
Van 1935 tot zijn dood was hij lid van Genootschap Kunstliefde.

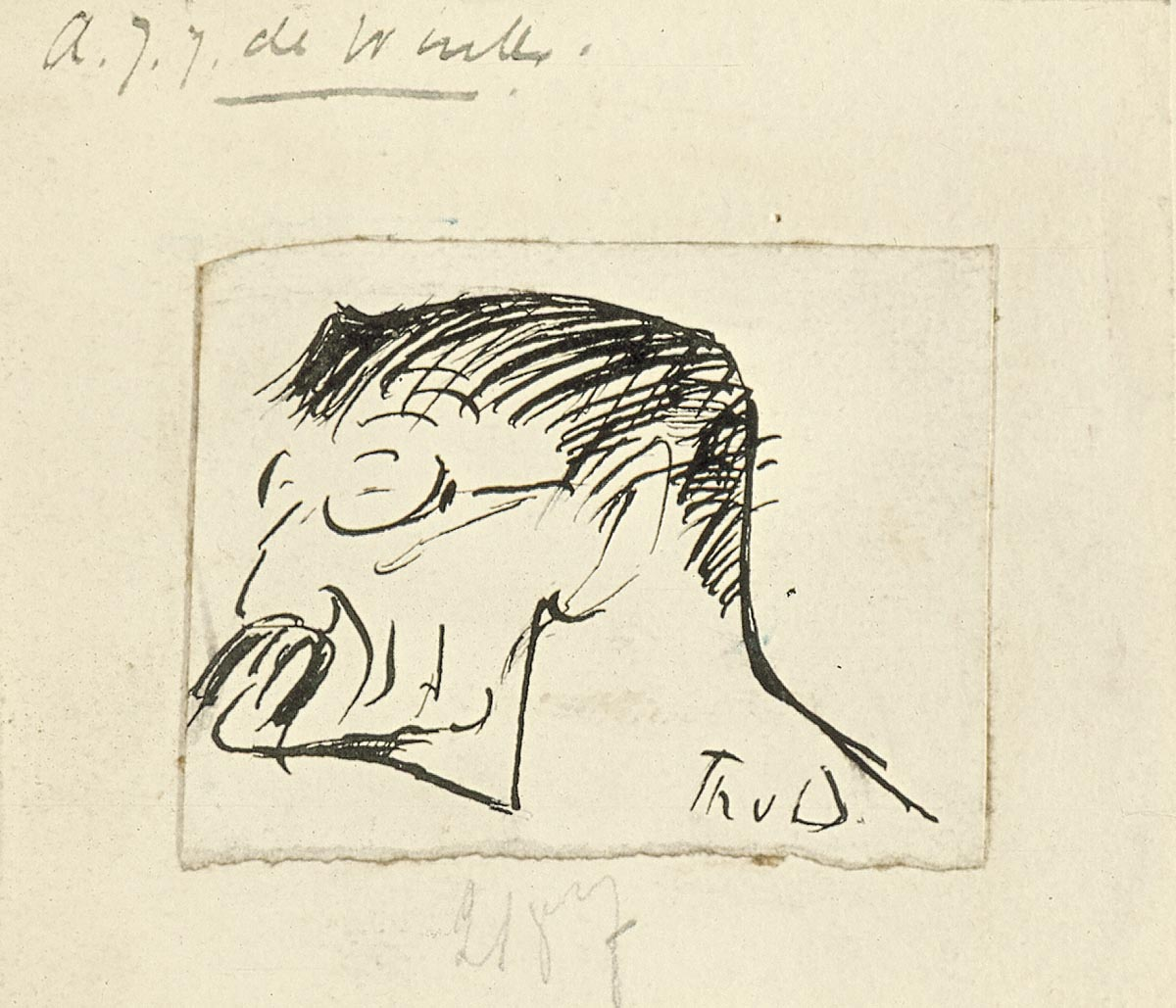
Theo van Doesburg. Portret van A.J.J. de Winter. 1915-1916. Utrecht, Centraal Museum

## Schilderijen
- Sensitieve verbeelding van Erich Wichman. 1910-1916. Olieverf op paneel. 43 × 60,5 cm. Instituut Collectie Nederland (inv.nr. AA2106).
- Zonder titel (geometrische abstractie). 1916. Olieverf op doek. 24 × 35 cm. Instituut Collectie Nederland (inv.nr. AA2110).
- Verbeelding van een gevoel van wilskracht. 1916. Olieverf op karton. 68,5 × 90 cm. Utrecht, Centraal Museum.

## Tekeningen
- Muzikale verbeelding: Richard Wagner. 1916. Gouache op karton. 69,5 x 88. Utrecht, Centraal Museum.
- Sensitieve compositie (stervende bloemen). 1917. Gouache op karton. 68,6 × 89,8 cm. Utrecht, Centraal Museum.

## Grafiek
- Sprookje van bloem en slang. 1917. Litho op papier. 94 × 49 cm. Utrecht, Centraal Museum.
- Sluipend luipaard. 1928. Linoleumsnede op Japans papier. 12 × 17 cm. Utrecht, Centraal Museum.

- Biografisch Portaal: 90629871
- Gemeinsame Normdatei: 174289677
- International Standard Name Identifier: 0000 0000 6708 1942
- Library of Congress Control Number: n86008859
- Nederlandse Thesaurus van Auteursnamen: 07167716X
- RKD-Nederlands Instituut voor Kunstgeschiedenis: 84998
- Union List of Artist Names: 500054065
- Virtual International Authority File: 67940233
- WorldCat: E39PBJr3xDGhtxKcWDGQdR6Frq